# فلسفه قرن نوزدهم
در قرن ۱۹ میلادی فلسفه روشنگری آغازگر تأثیری دراماتیک گردید و آثار برجسته فیلسوفانی همچون امانوئل کانت و ژان ژاک روسو بر نسل جدیدی از متفکران تأثیرگذار شد.
در اواخر قرن ۱۸ یک جنبش شناخته شده به عنوان رمانتیسیسم آغاز شد، که به احساسات به عنوان یک منبع معتبر از تجربه زیبایی شناختی اعتبار بخشید. این روند با تأکید بر احساساتی همانند ترس، وحشت، بیم و هراس و آشفتگی صورت می‌گرفت.
ایده‌های کلیدی که مشخص می‌کردند این تغییر در واقع تحول می‌باشد، به وسیلهٔ یوهان ولفگانگ گوته، اراسموس داروین، و چارلز داروین و چیزی که ممکن است اکنون نظم برآینده (emergent order) خوانده شود، همانند بازار آزاد آدام اسمیت، عنوان شدند.
فشار برای مساوات طلبی، و اوجگیری تغییرات سریع در دوره انقلاب و آشوب، تغییرات فلسفه را به خوبی نشان می‌دهد.

## پیشینه تاریخی
طی سال‌های پرفرازونشیب ۱۷۸۹ تا ۱۸۱۵، فرهنگ اروپایی تحت تأثیر انقلاب، جنگ و اختلال تغییر یافت. با پایان یافتن بسیاری از مکاتب اجتماعی و فرهنگی که از قرن گذشته برجای مانده بودند، صحنه برای تغییرات اقتصادی و سیاسی چشمگیری آماده شد. فلسفه اروپایی در بسیاری از این تغییرات انعکاس یافت، در آن شرکت داشت و بر آن سوار بود.